# Gartensmaragdkolibri
Der Gartensmaragdkolibri oder Gartenkolibri (Chlorostilbon assimilis) ist eine Vogelart aus der Familie der Kolibris (Trochilidae), die im Südwesten Costa Ricas und in Panama vorkommt. Der Bestand wird von der IUCN als nicht gefährdet (Least Concern) eingeschätzt. Die Art gilt als monotypisch.

## Merkmale
Der Gartensmaragdkolibri erreicht eine Körperlänge von etwa 7,8 bis 8,5 cm bei einem Gewicht ca. 3,0 bis 4,1 g. Das Männchen ist auf der Oberseite dunkel metallisch grün mit engen Linien matterer funkelnder Federn an den Zügeln und der angrenzenden Basis des Schnabels. Die Schwanzdecken sind bläulich grün, der Schwanz blauschwarz, wobei die zentralen Steuerfedern einen bläulich grünen Schimmer aufweisen. Die Flügel sind dunkel schwach violett getönt und etwas heller grün im oberen Bereich. Gelegentlich hat er einen blau schimmernde Tönung und weiße Oberschenkelbüschel. Die Iris ist dunkelbraun, der Schnabel schwarz, die Beine dunkel schwarz. Das Weibchen ist auf der Oberseite hell metallisch grün bis bronzegrün, oft mit bläulich grünen Oberschwanzdecken. Der Schwanz ist blauschwarz, wobei die zentralen Steuerfedern matt metallisch grün sind. Zwei der drei äußeren Steuerfedern sind hell grau gesprenkelt. Die Flügel sind wie beim Männchen gefärbt. Die Zügel und die oberen Ohrdecken sind dunkel. Hinter dem Auge ist ein weißer bis gräulich weißer Streif. Die Unterseite ist blass grau. Oft sind die Beine schwarz. Jungvögel ähneln in der Färbung den Weibchen, sind aber an der Unterseite etwas dunkler. Sie entwickeln aber schnell ein Erwachsenenkleid.

## Verhalten und Ernährung
Der Gartensmaragdkolibri bezieht seinen Nektar von Gestrüpp und Bäumen wie der Echten Guave, aber auch von vielen kleineren Pflanzen wie beispielsweise Combretum farinosum. Oft besucht er bodennahe dekorative Hecken in Städten oder Kaffeepflanzen in der Blüte. Des Weiteren ernährt er sich von Insekten, die er von Zweigen oder Baumstämmen sammeln. Als Trapliner fliegt er regelmäßig in rascher Folge ganz bestimmte Blüten  an.

## Fortpflanzung
Wenig ist über die Fortpflanzung des Gartensmaragdkolibris bekannt. Aus Panama wurde ein Weibchen im Januar beobachtet, wie es bereit war Eier zu legen. Nester wurden im November und Januar entdeckt. Mitte März wurden Vögel in Brutstimmung beobachtet. Nestbeschreibung und Aufzucht der Brut sind bisher nicht beschrieben, doch wird vermutetm das diese ähnlich wie beim Gabelschwanz-Smaragdkolibri verläuft.

## Lautäußerungen
Sein Gesang ist bisher nicht beschrieben.

## Verbreitung und Lebensraum

Verbreitungsgebiet des Gartensmaragdkolibris

Der Gartensmaragdkolibri mag Waldränder, Hecken um offene Felder, Dickicht entlang von Flüssen, Gebiete mit Gestrüpp und Gärten. Die meisten Berichte stammen von den Küsten der Tiefebenen und Bergausläufern. In Panama kommt er in Höhenlagen bis 1200 Meter, in Costa Rica bis 1500 Meter vor.

## Migration
Der Gartensmaragdkolibri scheint zwischen dem Festland in Panama und den Perleninseln zu wandern. Die Art wurde auch auf acht anderen Inseln außer den Perleninseln beobachtet, doch ist nicht bekannt, ob sie dort Brüten oder ob sie dort gar Standvögel sind.

## Etymologie und Forschungsgeschichte
Die Erstbeschreibung des Gartensmaragdkolibris erfolgte 1861 durch George Newbold Lawrence unter dem wissenschaftlichen Namen Chlorostilbon assimilis. Das Typusexemplars stammte aus dem Vizekönigreich Neugranada und wurde von James McLeannon gesammelt. Es war John Gould, der 1853 die neue Gattung Chlorostilbon einführte. »Chlorostilbon« setzt sich aus den griechischen Worten »chlōros χλωρός« für »grün« und »stilbōn στίλβων« für »scheinend« zusammen. Die Griechen gaben dem Merkur den Beinamen Stilbōn was auf das Verb »stilb« für »blinken« zurückzuführen ist. Der Artname »assimilis« ist das lateinische Wort für »ähnlich, gleich«. Lawrence spielte dabei auf die Ähnlichkeit mit dem Hochland-Smaragdkolibri (Chlorostilbon melanorhynchus Gould, 1860) an.